# León Serment
León Juan Salvador Serment Guerrero (Ciudad de México, 22 de agosto de 1961 - 28 de agosto de 2016) fue un director de cine mexicano.

## Datos biográficos
León Serment estudió la secundaria en la Escuela Secundaria Federal # 91 "República del Perú", bachillerato en el Colegio de Ciencias y Humanidades plantel Sur, la licenciatura en ciencias de la comunicación en la Universidad Autónoma Metropolitana unidad Xochimilco, y luego estudió en el Centro de Capacitación Cinematográfica de 1985 a 1988. Entre sus influencias tuvo a Emir Kusturica, a Ismael Rodríguez, a Roberto Gavaldón y a Ettore Scola. En sus películas consideraba importante mostrar historias de mujeres "desde el punto de vista de un hombre. No soy gay, pero siento una enorme empatía con el mundo femenino", declaró.
Fue asistente de cámara de Emmanuel Lubezki y de Carlos Marcovich. Fundó la productora Taller Luz. Debutó como documentalista en 1996, y en su carrera fotografió cerca de 40 producciones.
En el 2011, presentó su largometraje El efecto tequila, una ficción contextualizada en los días de la crisis económica de México de 1994. El guion fue escrito por él mismo, en coautoría con Reyes Bercini, a partir de una historia suya, llamada Los soles nacen en otoño. El filme se exhibió en distintos festivales y muestras cinematográficas; por ejemplo, en el Festival de Cine de La Habana, el Festival Internacional de Cine de Sao Paulo, el Festival Internacional de El Cairo y el Festival Internacional de San Diego.

### Fallecimiento
Murió asesinado la noche del 28 de agosto del 2016 en la Ciudad de México, presuntamente en un asalto. El Instituto Mexicano de Cinematografía (Imcine), la comunidad cinematográfica del país, algunos directores como Guillermo del Toro, así como algunos diputados exigieron a las autoridades justicia para el crimen del cineasta. Al momento de su fallecimiento, Serment tenía en etapa de postproducción la cinta Los hijos de la ruta.
Días después del crimen, el 19 de septiembre del 2016, Adriana Rosique, su ex cónyuge, murió presuntamente por suicidio. El 30 de septiembre del 2016, la Procuraduría General de Justicia de la Ciudad de México anunció que León Serment no murió a manos de unos ladrones y, más aún, que su esposa, Adriana Rosique, no se habría suicidado tres semanas más tarde. El hijo del matrimonio Serment y su novia habrían presuntamente organizado los dos asesinatos, por los que pagaron 10.000 dólares a dos sicarios. El fiscal de la Ciudad de México, Rodolfo Ríos, explicó a finales del mes de septiembre que los acusados planificaron las muertes durante dos meses, y que presuntamente el móvil sería el cobrar los seguros de vida de Serment y de Rosique.

## Filmografía

### Cortometrajes
- El del 202 (1986)
- Cumpleaños feliz (1987), como fotógrafo del corto dirigido por Juan Carlos Martín.

### Documentales
- Para que tu de(sida)s, (1995)
- Proporciones humanas, dimensiones divinas (1996)
- Virgen de Guadalupe, entre la fe y la razón (2002)
- Maquío: La fuerza de un ideal (2003)
- Maquío: soldado de la democracia (2003)
- El afán educativo (2012)
- Hijos de la ruta (2016; concluido por quien fue su esposa, la productora de cine Adriana Rosique)

### Largometrajes
- El efecto tequila (2010)
- Kada kien su karma (2008)

### Televisión
- México Siglo XX (1998 a 2003), coordinando los documentales relacionados con Miguel Alemán, Gustavo Díaz Ordaz, José López Portillo y Ernesto Zedillo; El rito del toreo, La biografía de Agustín Lara y La historia de la Plaza México

## Premios y reconocimientos
- Nominación al premio Grammy Latino por Virgen de Guadalupe, entre la fe y la razón (2002)
- Premio del Festival Pantalla de Cristal al Mejor Documental Biográfico por Maquío: La fuerza de un ideal (2003)